# دستور اليابان
دستور اليابان (باليابانية: 日本国憲法 نيهون كوكو كينبو) هو الوثيقة الدستورية الأساسية في اليابان منذ عام 1947، يعمل الدستور على إرساء نظام برلماني للحكومة ويضمن الحقوق الأساسية. بموجب نص الدستور فإن إمبراطور اليابان هو «رمز الدولة ووحدة الشعب» وله دور رمزي دون أي سلطات حكم أو ملكية، ولذلك وعلى عكس الملوك الأخرى فهو ليس حاكم الدولة على الرغم من أنه يعامل ويحترم كما لو أنه كذلك، وأصبح رئيس الوزراء الذي يعينه البرلمان - وليس الإمبراطور - هو المسئول الأول في البلاد وأمام البرلمان. كما أن الدستور الحالي المعروف باسم «دستور السلام» (平和憲法، هيوا كينبو) بسبب دحره لفكرة إعلان الحرب في اليابان بحسب الفقرة التاسعة منه. وُضع الدستور في فترة احتلال اليابان بعد الحرب العالمية الثانية بهدف استبدال الملكية المطلقة العسكرية بنظام ديمقراطي ليبرالي.

## تاريخ

### دستور ميجي

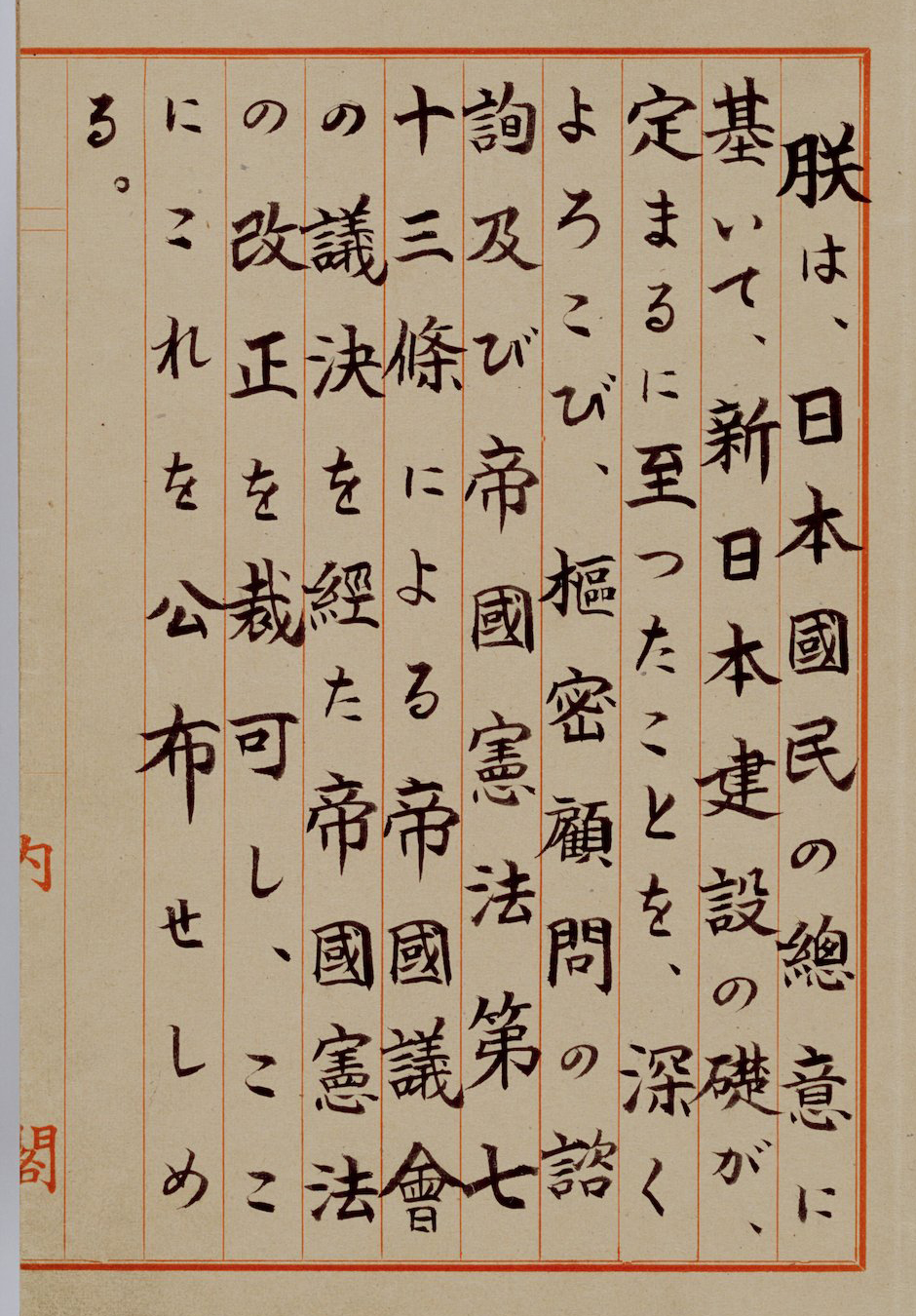
دستور ميجي باللغة اليابانية

دستور اليابان الذي وضع في عام 1889 والمعروف باسم دستور ميجي أو الدستور الإمبراطوري كان أول دستور في اليابان الحديثة وجاء كجزء من إصلاح ميجي. في هذا الدستور فإن الإمبراطور يعتبر حاكم لليابان مدعوماً بمجلس الوزراء ورئيس الوزراء.

### صياغة مسودة الدستور

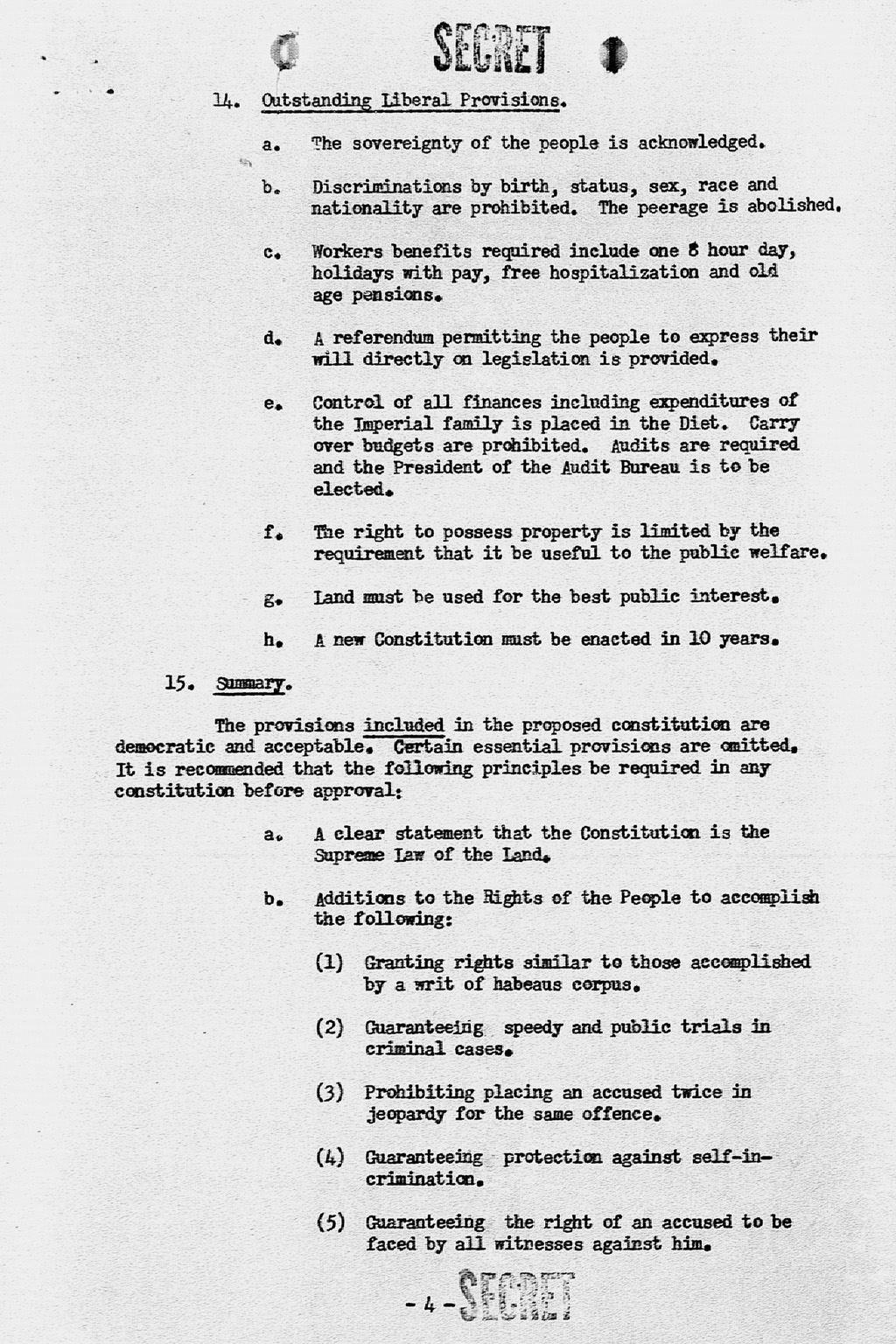
مسودة الدستور الياباني باللغة الإنكليزية

بحسب إعلان بوتسدام فإن «على اليابان إزالة كامل المعوقات...»، فإن الجنرال ماكارثر القائد الأعلى لقوات التحالف أمر عناصره بوضع مسودة للدستور الجديد بعد أن كان من الصعب على قادة اليابان التفكير بدستور قد يكون بديلاً عن دستور ميجي. على الرغم من أن كتاب مسودة الدستور الجديد لم يكونوا يابانيين إلا أنهم أخذوا بعين الاعتبار دستور ميجي ومطالب الدستوريين اليابانيين وآراء القادة السياسيين، وتم عرض مسودة الدستور على المسؤولين اليابانيين في 13 فبراير 1946، الذي أعلنت عنه الحكومة في 6 مارس من ذات العام، وفي 10 أبريل عقدت انتخابات مجلس النواب الذي من المفترض عليه أن يناقش الدستور المقترح وكانت أول انتخابات عامة يسمح فيها للنساء بالتصويت.

### اعتماد الدستور

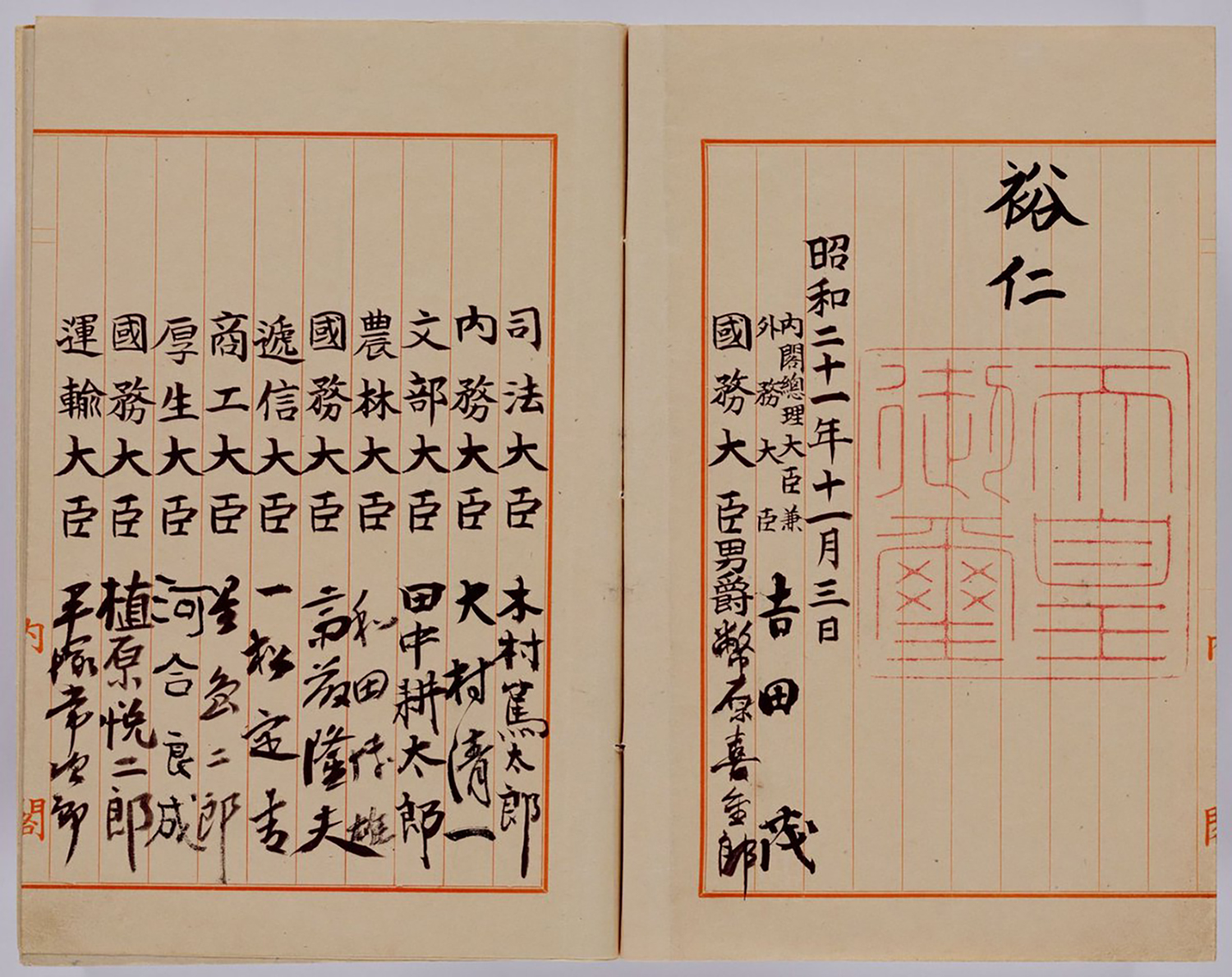
توقيع الإمبراطور على الدستور (على اليمين)

تمت مناقشة الدستور في مجلس الأعيان ومجلس النواب تم إقرار الدستور في مجلس المستشارين في 6 أكتوبر وفي اليوم التالي في مجلس النواب بخمسة أعضاء فقط صوتوا بضد، وأخيرا أصبح رسمياً بعد مصادقة الإمبراطور في 3 نوفمبر، وبدأ العمل به بعد ستة أشهر كما ينص في 3 مايو 1947.

## نص الدستور

### بنية
يتكون نص الدستور من حوالي 5000 كلمة موزعة على 103 بنود تتوزع في 11 فصل هي:
- الديباجة

1. الإمبراطور (1-8) «8 مواد»
2. التخلي عن الحرب (9) «مادة واحدة»
3. حقوق وواجبات الشعب (10 - 40) «31 مادة»
4. البرلمان (41 - 64) «35 مادة»
5. القضاء (76 - 82) «7 مواد»
6. المالية (83 - 91) «9 مواد»
7. الحكومات المحلية (92 - 95) «4 مواد»
8. تعديلات الدستور (96) «مادة واحدة»
9. محكمة عليا (97 - 99) «3 مواد»
10. تعديلات إضافية (100 - 103) «4 مواد»

## اقرأ أيضاً
- دستور
- المادة التاسعة في دستور اليابان
- يوم الدستورفي اليابان Constitution Memorial Day

## روابط خارجية
- نص الدستور الياباني نسخة محفوظة 4 مارس 2016 على موقع واي باك مشين. الصادر عام 1947 موقع العرب نيوز ترجمة ميسرة عفيفي بتاريخ نشر 25/4/2011